# Vincent Nguyễn Mạnh Hiếu
Vincent Nguyễn Mạnh Hiếu (ur. 8 maja 1966 w Sajgonie) – kanadyjski duchowny katolicki wietnamskiego pochodzenia, biskup pomocniczy Toronto od 2010.

## Życiorys

### Młodość i prezbiterat
Urodził się w 1966 w Sajgonie. W wieku 18 lat wyemigrował z rodziną do Kanady. Studiował na uniwersytecie w Toronto, zaś w 1993 wstąpił do seminarium w tymże mieście. Święcenia kapłańskie otrzymał 9 maja 1998. Przez kilka lat pracował w parafiach archidiecezji Toronto, zaś w latach 2005-2008 odbył studia w Rzymie. Po powrocie do kraju został wicekanclerzem kurii oraz pomocniczym wikariuszem sądowym.

### Episkopat
6 listopada 2009 papież Benedykt XVI mianował go biskupem pomocniczym archidiecezji Toronto, ze stolicą tytularną Ammaedara. Sakry biskupiej udzielił mu 13 stycznia 2010 arcybiskup metropolita Toronto - Thomas Collins. Odpowiada za wschodnią część archidiecezji oraz za formację diakonów stałych.